# أمير سرخوش
أمير سرخوش (مواليد 30 مايو 1991) لاعب سنوكر إيراني. وهو أيضًا كابتن المنتخب الإيراني للبلياردو.
من مواليد 1991 في كرج ، في سن العاشرة عام 2001 ، التحق لأول مرة بنادي البلياردو الأول والنادي الثالث الذي بدأ بعد الثورة ، وتعلم رياضة السنوكر في نفس النادي كمبتدئ. شارك في بطولة طهران وانضم إلى المنتخب الإيراني بسبب تألقه. وهو حاليًا قائد المنتخب الإيراني.
حصل أمير صرخوش على أول ميدالية ذهبية وبرونزية لفريقه عام 2013 في دورة الألعاب اللبنانية وبطولة غرب آسيا.
تنافس سرخوش في بطولة 2017 الآسيوية للكرة الحمراء 6 (IBSF 6) ، والتي تم إقصائها في ربع النهائي.
بعد مشاركته الفاشلة في بطولة آسيا للصالات المغلقة في عام 2017 ، تمكن سرخوش من الوصول إلى نهائي بطولة العالم في قسم الهواة ، وفي المرحلة النهائية هزم خصمه الهندي ، بانكاج أدواني.
في بطولة آسيا 2018 ، تأهل مرة أخرى للنهائيات ، حيث تغلب على خصمه علي قرقزلو في النهائي ليصبح بطل العالم.

## روابط خارجية
- أمير سرخوش على موقع CueTracker.net (الإنجليزية)
- أمير سرخوش على موقع بطولة العالم للسنوكر (الإنجليزية)